# Asellus hilgendorfii
Asellus hilgendorfii és una espècie de crustaci isòpode pertanyent a la família dels asèl·lids.
Es troba a Àsia: Sibèria oriental, el Japó i el mar de les Filipines. Ha estat introduït al delta dels rius Sacramento i San Joaquín (Califòrnia, els Estats Units).

## Subespècies
- Asellus hilgendorfii hilgendorfii (Bovallius, 1886)
- Asellus hilgendorfii martynovi (Birstein, 1947)
- Asellus hilgendorfii ryukyuensis (Uéno, 1938)[3][6][7]